# Панайот Каракачанов
Панайот Александров Каракачанов (псевдоним Антон) е участник в комунистическото съпротивително движение по време на Втората световна война. Партизанин от Партизански отряд „Народен юмрук“. Български офицер и военен деец, генерал-лейтенант.

## Биография
Панайот Каракачанов е роден на 13 октомври или 1 ноември 1917 година в гр. Ямбол. Баща е на Александър Каракачанов. От 1933 е член на РМС, а от 1939 и на БКП. Член е на Окръжния комитет на Комсомола в Ямбол. От август 1934 г. минава в нелегалност. Арестуван е през февруари на следващата година и осъден на 12,5 години затвор. Лежи в Сливенския и Старозагорския затвори. Освободен е по-рано. През октомври 1939 г. става член на Околийския комитет на БКП и секретар на Околийския комитет на РМС в Ямбол. От юли 1941 г. е партизанин. Следващата година Околийския комитет на БКП в Ямбол е разкрит и е избран за секретар на новия комитет на БКП. Участва в Съпротивителното движение през Втората световна война, за което два пъти е осъждан задочно на смърт по ЗЗД. Заместник-командир на Партизански отряд „Народен юмрук“. Помощник-командир на VI въстаническа оперативна зона, както и командир на Ямболския революционен щаб. От 11 октомври 1944 г. е помощник-командир на втора конна дивизия. Към 1946 г. е заместник-командир на двадесет и девети пехотен ямболски полк.
В продължение на 7 години е командир на полк. От 1950 г. е генерал-майор. В периода 1951 – 1953 г. учи в Академията на Генералния щаб на въоръжените сили на СССР „Климент Ворошилов“. Командир на седма мотострелкова дивизия. Началник на войските на МВР (1955 – 1956), а при сливането на Гранични и Вътрешни войски е назначен за началник на Управление на войските на МВР. Заместник-министър на Министерството на вътрешните работи (1953 – 1957). От 1957 до 1959 г. е заместник-командващ ВВС и ПВС на България. От 1959 г. преминава на стопанска работа по указание на ЦК на БКП. За различия с ръководството по работата на МВР е преместен на отговорна дипломатическа служба. Назначен е за военно аташе последователно в Букурещ, Москва и Делхи (1965 – 1979). С указ №2888 от 3 септември 1984 г. е обявен за герой на социалистическия труд. Носител е още на ордените „Георги Димитров“, „9 септември 1944 г.“ – III, II и I ст., „Народна република България“ – I и II ст., „Народна свобода 1941 – 1944 г.“ – I ст., орден „За храброст“, „За военна доблест и заслуги“ – I ст. и два съветски ордена „Червена звезда“. Награждаван е още с орден „За храброст“, IV ст., 1 кл.